# Adolph Samter
Adolph Samter (geb. 2. März 1824 in Königsberg i. Pr.; gest. 17. Juni 1883 in Franzensbad) war ein jüdischer Bankier und Verleger in Königsberg.

## Leben
Bis zur Prima besuchte Samter das Kneiphöfische Gymnasium, das er ohne Abschluss verließ. Nachdem er in Berlin ab 1840 das Bankfach gelernt hatte, verdingte er sich 1843 in einem Hamburger Überseegeschäft. In jener Zeit veröffentlichte er die ersten Beiträge zu nationalökonomischen Fragen (Eisenzoll, Zollverein). 1845 trat er als Kommis in das vom Vater gegründete Bankhaus in Königsberg. Für mehr Selbständigkeit kaufte er 1846 eine Buchdruckerei und gründete ein Verlagsgeschäft; er blieb aber im Bankgeschäft des Vaters. 1848 gab er die liberale Neue Königsberger Zeitung heraus. Johann Jacoby, Ludwig Walesrode, Rudolf von Gottschall, Albert Dulk und Ferdinand Gregorovius unterstützten sie. 1849 – nach dem Scheitern der Deutschen Revolution 1848/49 – musste die Neue Königsberger Zeitung ihr Erscheinen einstellen. Für Friedrich Wilhelm IV. druckte er ein Prachtexemplar der fünf Bücher Mose. Der dankte ihm 1852 mit der goldenen Huldigungsmedaille. Samter zog sich vom politischen Leben ganz zurück und verkaufte 1856 auch die Druckerei und das Verlagsgeschäft. Er widmete sich ganz dem florierenden Bankgeschäft, das er 1854 selbständig übernommen hatte und nach dem Tode seines Vaters (1856) allein weiterführte. Er saß im Aufsichtsrat der Hartungschen Zeitung und im Vorstand des Kaufmännischen Vereins Königsberg. Zeitlebens beschäftigte er sich als Autodidakt mit der Lösung sozialer Fragen. Für die Physikalisch-ökonomische Gesellschaft zu Königsberg und die Zeitung Wage schrieb er Abhandlungen. Seit 1880 schwer herzkrank und durch familiäre Unglücksfälle und (antisemitische) Kränkungen belastet, starb er mit 59 Jahren in Westböhmen.
Stark beeinflusst von Ferdinand Lassalle, Karl Marx, Karl Rodbertus und Adolf Wagner, kann Samter als gemäßigter Sozialist gesehen werden.

## Werke
- Die Reform des Geldwesens. Julius Springer, Berlin 1869.
- Socialistische Irrthümer, sociale Wahrheiten. 1877.
- Social-Lehre : Ueber die Befriedigung der Bedürfnisse in der menschlichen Gesellschaft. Leipzig 1875.
- Gesellschaftliches und Privateigentum als Grundlage der Socialpolitik. Leipzig 1877.
- Der Eigenthumsbegriff. Jena 1878.
- Das Eigentum in seiner sozialen Bedeutung. Jena 1879; Adolph Wagner gewidmet